# Plopeni
Plopeni (rumænsk udtale: [ploˈpenʲ]) er en by i distriktet Prahova i Muntenien, Rumænien, med et indbyggertal på  6.709 (2021).

## Beliggenhed
Plopeni ligger ved foden af den sydlige del af Østkarpaterne, i flodsletten ved Teleajen-floden.  Distriktets hovedstad Ploiești ligger ca. 15 km sydpå.

## Historie
Plopeni udviklede sig til en industriby i nærheden af den store by Ploiești. I 1938 blev der bygget en stor ammunitionsfabrik. I 1968 fik Plopeni status som by.
De vigtigste industribrancher i byen er træ- og metalforarbejdning, tekstil, glas, våben og maskinindustri.